# Школа искусств Сонхва
Школа искусств Сонхва (англ. Sunhwa Arts School) — частная, с совместным обучением, подготовительная школа искусств в Сеуле, Корея, одна из двух ведущих южнокорейских школ в области среднего музыкального образования.
Считается одним из самых известных средних и высших учебных заведений в области изобразительного искусства, музыки и танца. Школа известна своими высокими академическими стандартами качества и требованиями, высоким пороговым баллом на устном и письменном экзамене при поступлении. Школа специализируется в таких областях искусства, как рисование, лепка, классическая музыка и балет. Здание школы было построено строительной компанией Ильсон констракшн, принадлежащей Мун Сон Мёну, и включает в себя Театральный зал Маленькие ангелы, тренировочную площадку труппы Маленькие ангелы (балет), также основанной Мун Сон Мёном в 1962 году.

## История
Первоначально основанная как Школа искусств Маленькие ангелы в 1973 году, Школа искусств Сонхва была открыта в 1974 году и с 1977 года финансировалась основанным Мун Сон Мёном Образовательным фондом Сонхва.

## Известные выпускники
- Чо Суми, оперная певица, сопрано.
- Джулия Мун, прима-балерина и артистический директор компании «Юниверсал балет».
- Кан Су Джин (англ. Kang Sue-jin), прима-балерина Штутгартского балета.
- Ким Сон Хи (англ. Kim Sun Hee), профессор Корейского национального университета искусств, 90 % всех корейских призеров международных балетных конкурсов являются её воспитанниками.
- Со Хи (англ. Hee Seo), прима-балерина Американского театра балета.
- Ли Юми (англ. Yoomi Lee), бывшая прима-балерина Театра балета штата Невада, США[5]
- Ким Джу Ри, Мисс Корея-2009[6].